# Dictyochaeta parva
Dictyochaeta parva är en svampart som först beskrevs av S. Hughes & W.B. Kendr., och fick sitt nu gällande namn av Hol.-Jech. 1988. Dictyochaeta parva ingår i släktet Dictyochaeta och familjen Chaetosphaeriaceae.   Inga underarter finns listade i Catalogue of Life.